# Jon Polito
Jon Polito, właściwie John Polito (ur. 29 grudnia 1950 w Filadelfii, zm. 1 września 2016 w Duarte w stanie Kalifornia) – amerykański aktor filmowy, telewizyjny i głosowy. Od swojego debiutu w 1981 zagrał w przeszło 200 produkcjach filmowych i telewizyjnych; kreując zwykle charakterystyczne role drugoplanowe. Najbardziej znany z występów w filmach braci Coen; pojawił się w 5 ich filmach: Ścieżka strachu (1990), Barton Fink (1991), Hudsucker Proxy (1994), Big Lebowski (1998) i Człowiek, którego nie było (2001).
Zmarł w szpitalu w wieku 65 lat w następstwie choroby nowotworowej.

## Filmografia

### Filmy
- Jasnowidz (1982) jako detektyw Sporaco
- C.H.U.D. (1984) jako prezenter wiadomości
- Śmierć komiwojażera (1985) jako Howard Wagner, szef Willy’ego
- Remo: Nieuzbrojony i niebezpieczny (1985) jako Zack
- Nieśmiertelny (1986) jako Walter Bedsoe
- Kochanek marzeń (1986) jako dr James
- Ogień z ogniem (1986) jako pan Duchard
- Stan krytyczny (1987) jako Kline
- Swój chłopak (1988) jako Moe Fingers
- Nowicjusz (1990) jako Chuck Greenwald
- Ścieżka strachu (1990) jako Johnny Caspar
- Barton Fink (1991) jako Lou Breeze
- Człowiek rakieta (1991) jako Otis Bigelow
- Flodderowie w Ameryce (1992) jako Larry Rosenbaum
- Blankman (1994) jako Michael „The Suit” Minelli
- Kruk (1994) jako Gideon
- Hudsucker Proxy (1994) jako pan Bumstead
- Psim tropem do domu (1995) jako szef
- Przygoda w górach (1995) jako agent Palmer
- Daleko od domu 2: Zagubieni w San Francisco (1996) – Ashcan (głos)
- Inwazja (1997) jako detektyw Kemper
- Big Lebowski (1998) jako Da Fino
- Melodie miłości (1998) jako Lorenzo Palmieri
- Opowieść o mumii (1998) jako Parsons
- Taniec anioła (1999) jako wujek Vinnie
- Stuart Malutki (1999) jako detektyw Sherman
- Zielona mila (1999) jako strażnik więzienny
- Rocky i Łoś Superktoś (2000) jako Schoentell
- Człowiek, którego nie było (2001) jako Creighton Tolliver
- Krawiec z Panamy (2001) jako Ramon Rudd
- Z kozetki na fotel (2001) jako sędzia Bob
- Mutant 2 (2001) jako Morrie Deaver
- 29 palm (2002) jako ochroniarz
- Czarna maska 2: Miasto masek (2002) jako pan King
- Śpiewający detektyw (2003) jako Drugi Hood
- Szkoła stewardes (2003) jako Roy Roby
- Ujęcie (2004) jako Wally Kamin
- Nie zapomnisz mnie (2005) jako Sam Oberhurst
- Mąż na jeden weekend (2005) jako Gold
- Bardzo długa podróż poślubna (2005) jako Kirby
- Sztandar chwały (2006) jako prezes okręgu wyborczego
- Wielkie nic (2006) jako agent Hymes
- Ugotowani (2006) jako Leon Waterman
- Alibi (2006) jako Jimmy, fotograf
- Happy Wkręt (2006) – Wilk (głos)
- Amerykański gangster (2007) jako Rossi
- Klub Dzikich Kotek (2007) jako pan Archibald
- Kamienny potwór (2008) jako pułkownik
- Obywatelka Jane (2009) jako detektyw Romer
- Świąteczna załoga (2009) jako kpt. Sludge
- Palenie palm (2010) jako Ned
- Wenus i Vegas (2010) jako Frank
- Atlas zbuntowany. Część I (2011) jako Orren Boyle
- Syn poranka (2011) jako pan Bordasche
- Gangster Squad. Pogromcy mafii (2013) jako Jack Dragna
- Wielkie oczy (2014) jako Enrico Banducci

### Seriale TV
- Crime Story